# Buch der Drachen
Buch der Drachen, auch Dragons – Das Buch der Drachen (Originaltitel: Book of Dragons) ist ein US-amerikanischer Kurzfilm von DreamWorks Animation, der auf dem Film Drachenzähmen leicht gemacht aufbaut und 2011 erschienen ist.

## Handlung
Nachdem es Hicks als ersten Wikinger gelungen ist, einen Drachen zu zähmen, hat sich das Leben auf Berk stark verändert. Doch das Zusammenleben mit den Drachen ist nicht immer einfach, und so müssen Hicks und seine Freunde vieles über Drachen lernen, um sie trainieren zu können. Gerade als Hicks, Astrid und Fischbein in der großen Halle sitzen und Notizen in einem Buch machen, macht Ohnezahn sie auf einen Neuankömmling, den Zuschauer, aufmerksam. Auch Grobian kommt schließlich hinzu, begrüßt den neuen Rekrut und beginnt ihm das Buch der Drachen vorzustellen.
Das Buch der Drachen geht auf einen Wikinger namens Bork, den Ur-Ur-Urgroßvater von Grobian, zurück. Bork war ein ziemlicher Pechvogel und konnte nicht sonderlich gut mit Drachen umgehen, doch er schrieb sein Wissen über die Drachen auf und klassifizierte sie. Daraus resultierten schließlich sieben Klassen an unterschiedlichen Drachenarten, die bis heute verwendet werden: So gibt es unter anderem die Chaosklasse, zu denen die Schrecklichen Schrecken und der Riesenhafte Albtraum zählen, die Geröllklasse, denen der Gronckel und Flüsternde Tod zuzuordnen ist sowie die Schreckensklasse, deren Vertreter unter anderem der Wahnsinnige Zipper und die Schnappenden Fallen sind. Des Weiteren werden die Pfeilklasse, mit dem Tödlichen Nadder und Holzklau, die Gezeitenklasse, mit dem Glutkessel und Donnertrommler, und die Phantomklasse, mit dem Wechselflügler und Knochenräuber als Vertreter genannt. Zuletzt wird noch die Angriffsklasse angesprochen, zu denen unter anderem der Skrill sowie der Nachtschatten, über den die meisten Details jedoch unbekannt sind, gehören. Bork und später auch andere Wikinger hatten das Buch ständig um neue Informationen ergänzt, und nun liegt es an den jungen Drachentrainern, das Buch weiterzuführen.
Hicks schlägt daraufhin vor, die unbekannten Details über den Nachtschatten, wie zum Beispiel dessen Höchstgeschwindigkeit, mithilfe von Ohnezahn herauszufinden und macht sich mit Astrid, Fischbein und Ohnezahn auf den Weg. Grobian beglückwünscht derweil den neuen Drachentrainer, setzt ihm einen Wikingerhelm auf und sagt, dass er nun bereit wäre, um auf die ersten Drachen zu treffen.

## Veröffentlichung
Der Kurzfilm wurde erstmals im Rahmen der Legenden-Reihe am 13. März 2015 auf Super RTL ausgestrahlt.
Seit dem 20. Dezember 2018 ist der Kurzfilm Buch der Drachen zusammen mit Die Geschichte vom Knochenräuber-Drachen, Drachen – Ein Geschenk von Nachtschatten und Dragons – Das große Drachenrennen als DVD unter dem Titel Drachenzähmen leicht gemacht – Die Kurzfilm-Collection erhältlich.

## Synchronisation
Die deutsche Synchronisation entstand bei der FFS Film- & Fernseh-Synchron GmbH in München unter der Regie von Benedikt Rabanus. Das Dialogbuch schrieb Konrad Sattler.
| Originalrollenname            | Originalsprecher         | Deutscher Rollenname | Deutscher Sprecher    |
| ----------------------------- | ------------------------ | -------------------- | --------------------- |
| Hiccup Horrendous Haddock III | Jay Baruchel             | Hicks der Hüne III.  | Maximilian Belle      |
| Gobber the Belch              | Craig Ferguson           | Grobian der Rülpser  | Thomas Albus          |
| Astrid Hofferson              | America Ferrera          | Astrid Hofferson     | Marcia von Rebay      |
| Fishlegs Ingerman             | Christopher Mintz-Plasse | Fischbein Ingerman   | Karim El Kammouchi    |
| Bork                          | Jim Cummings             | Bork                 | Ole Pfennig           |
| Borks Wife                    | Tress MacNeille          | Borks Frau           | Eva Maria Bayerwaltes |